# Miriam Astruc
Miriam Astruc (Bordeus, França, 12 de novembre de 1904 – Petra, Jordània, 8 d'abril de 1963) fou una arqueòloga francesa, especialitzada en l'arqueologia fenicio-púnica, pionera d'aquests estudis.

## Biografia
A Bordeus va cursar els primers estudis abans de fer el salt a l'École du Louvre. Allí, entre 1927 i 1931, seguint els cursos de René Dussaud sobre arqueologia oriental i epigrafia semítica, es va formar en arqueologia i es va diplomar com a experta en la matèria.
Aviat es va interessar per l'hispanisme, i a la fi d'aquella mateixa dècada arribaria per primera vegada a Espanya copm a alumna de l'École des Hautes Études Hispaniques.

La Casa de Velázquez a Madrid –una institució cultural depenent del Ministeri d'Educació francès– va ser la seva primera destinació. I la necròpoli de Villaricos (província d'Almeria), el seu primer objectiu com a investigadora. Va treballar de costat amb Luis Siret –que posà a la seva disposició les restes trobades en més de dues mil tombes–, i fins i tot va continuar els estudis més enllà de la mort d'aquest, ocorreguda el 1934. Durant l'estada també intervingué en les excavacions del Cerro de los Mártires (a San Fernando, Cadis) el 1932. El 1935 és nomenada Directora d'Antiguitats d'Algèria i pren part activa en les excavacions de Djidjelli (a Algèria, aleshores colònia francesa).

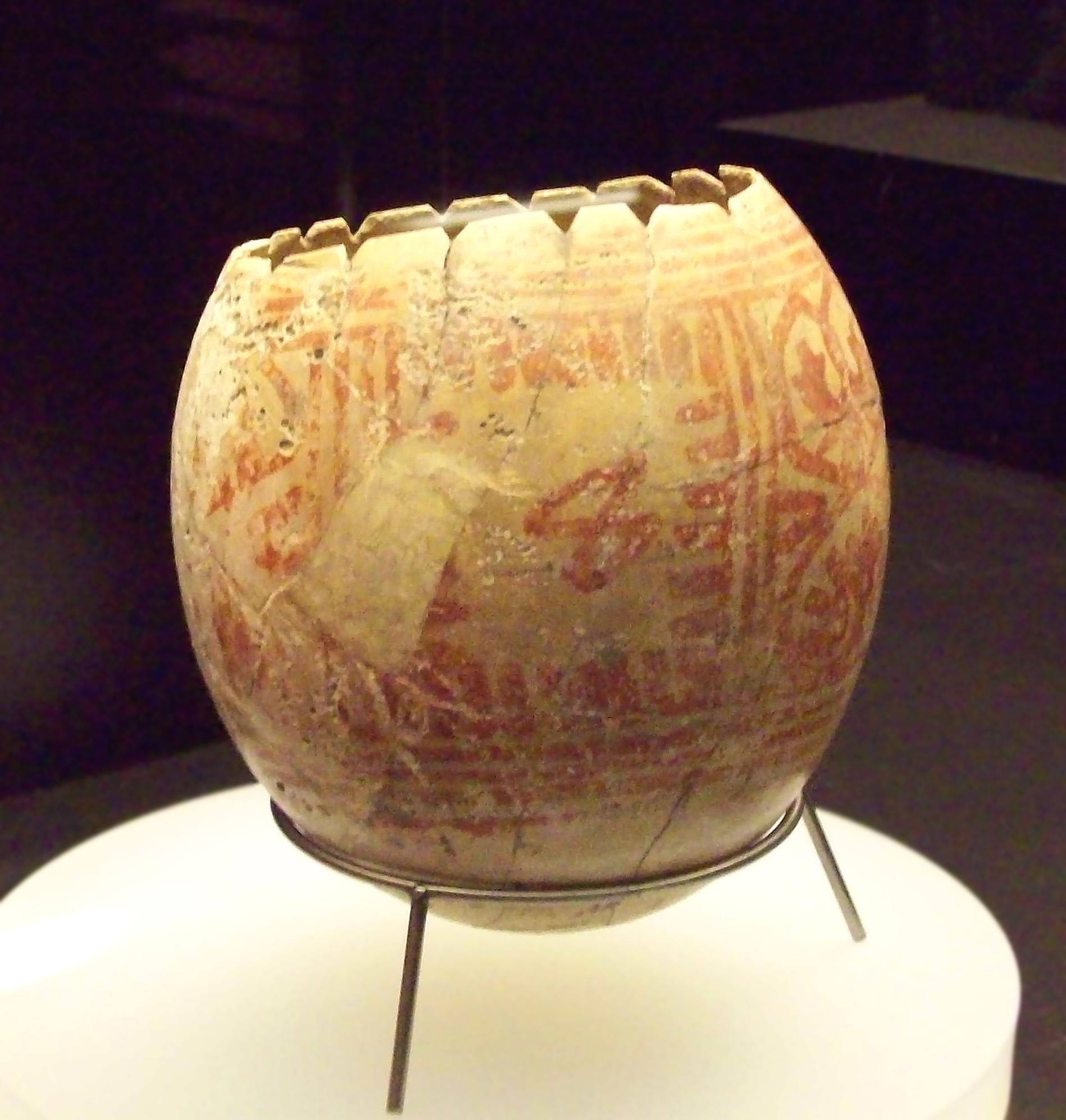
Ou púnic d'estruç de Villaricos

Però no seria fins a la dècada dels 50 quan, de retorn a Espanya i de nou a la Casa de Velázquez, va publicar les seves conclusions sobre Villaricos i es va traslladar a l'illa d'Eivissa.
La formació a l'École du Louvre ja havia orientat les seves recerques cap a la cultura púnica, especialitat que la portaria a recórrer tot el Mediterrani –del Marroc a Malta, passant per Algèria i Itàlia– i per la qual recalaria a les Pitiüses cap a 1953.
En acabar la Segona Guerra Mundial, amb la contesa, Astruc havia perdut no sols la major part dels seus treballs teòrics, sinó també part de la seva família.
A Eivissa, al costat de José María Mañá de Angulo, aleshores director del Museu arqueològic d'Eivissa i Formentera, recuperant el programa d'excavacions a l'illa, van protagonitzar algunes campanyes a Sant Mateu d'Albarca i a l'Illa Plana. El 1954, Miriam Astruc publicava una primera aportació sobre els escarabeus egipcis trobats a l'illa: el Catàleg dels entallaments procedents de diferents llocs de la colonització oriental de la Península (Eivissa i Formentera). Però en el museu de les Pitiüses hi havia pocs exemplars, ja que la majoria s'havien traslladat a Barcelona, durant les excavacions de Josep Costa 'Picarol' i fins i tot de Santiago Rusiñol, que en va aplegar una interessant col·lecció al seu museu del Cau Ferrat de Sitges. Les creences i la religió va envoltar sempre els treballs de l'arqueòloga a Balears. El mateix ocorreria amb els vasos de closca d'ou d'estruç que va documentar en els jaciments púnics com a part de l'aixovar funerari, faceta que va centrar les seves recerques a Eivissa.

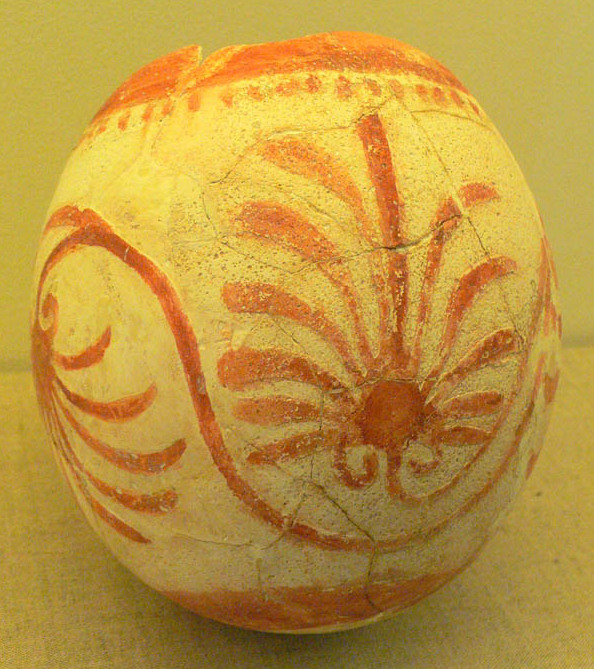
Ou d'estruç de la necròpolis de Puig des Molins

La pintura vermella trobada en aquests recipients es relacionava amb l'ocre que havien contingut, tot i que altres vegades Astruc va arribar a trobar-hi llavors, a l'interior. Aquesta mena d'atuells amb caràcter sagrat representaven el símbol que contenia l'hàlit de vida, i podien fer reviure els morts; per això, la seva presència en tombes era freqüent. L'arqueòloga francesa va analitzar les peces, va documentar-ne els patrons decoratius i el 1957 els va dedicar l'article «Exotisme i localisme. Estudi sobre closques d'ou d'estruç decorades d'Eivissa».
Astruc va innovar en les interpretacions de tot el material arqueològic, sobretot en les de caràcter religiós, que segons Jordi H. Fernández, actual director del Museu Arqueològic d'Eivissa i Formentera, va ser la gran aportació que la va fer pionera de l'arqueologia fenicio-púnica.
Durant uns quants anys anys, les seves estades a l'illa es van alternar amb hores d'anàlisi en el Museu Arqueològic Nacional de Madrid. Allí va descobrir, de nou, un fil que connectaria directament amb la necròpoli del Puig des Molins, aquesta vegada per a dedicar-se a unes restes oblidades en l'arqueologia eivissenca: els escarabeus d'època egípcia, un amulet que representava el Sol naixent i que era símbol de la resurrecció.
El 1954, Miriam Astruc publicava una primera anotació: «Catàleg dels entallaments procedents de diferents llocs de la colonització oriental de la Península (Eivissa i Formentera)». Però amb la seva marxa –fou enviada a Israel pel Centre Nacional de la Recerca Científica francès–, les notes sobre les Pitiüses van acabar en el Museu de Beirut, d'on sortia precisament per fer una expedició per la ciutat de Petra quan va morir atrapada per una riuada sobtada.
Les anotacions, les fotografies i les impressions en guix van acabar en mans del professor John Boardman, d'Oxford, unes dades que Llorenç Baqués Estapé va recuperar el 1974 per a un treball que servia de bestreta a la publicació del treball complet de Miriam Astruc.

## Obra
- (1933, juntament amb Pierre Cintes) Recueil factice: Punica
- (1937) Nouvelles Fouilles à Djidjalli (Algérie)
- (1950 juntament amb Antonio Gallego i Burín) La Necrópolis de Villaricos.
- (1950) Sobre un elemento poco conocido de los ajuares funerarios púnicos
- (1954) Supplement aux fouilles de Gouraya
- (1954 i 1956) Fouilles à Ibiza (Baléares)
- (1957) Exotisme et localisme. Étude sur les coquilles d’oeufs d’austruche decorées d’Ibiza
- (1958) Catálogo descriptivo de los entalles procedentes de distintos sitios de colonización oriental en la Península. I. Ibiza y Formentera
- (1959) Empreintes et reliefs de terre cuite d’Ibiza
- (1956) Traditions funéraires de Carthage
- (1984, juntament amb John Boardman, i Jorge Humberto Fernández) Escarabeos de piedra procedentes de Ibiza. Ministeri de Cultura